# الوداع (فلم)
الوداع فيلم سيرة ذاتية تركي من كتابة وإخراج زلفو لفينالي والفيلم يتمحور حول مذاكرات صالح بوزوك الذي يحكي قصة مصطفى كمال اتاتورك. وقد حصد الفيلم فور عرضه على استحسان المشاهد التركي وهو من أفضل الأفلام التركية لعام 2010.

## وصلات
- الموقع الرسمي
 الفيلم(بلغة التركية)
- مقالات تستعمل روابط فنية بلا صلة مع ويكي بيانات